# Новоєловка (Тальменський район)
Новоєло́вка (рос. Новоеловка) — село у складі Тальменського району Алтайського краю, Росія. Входить до складу Курочкинської сільської ради.

## Населення
Населення — 389 осіб (2010; 446 у 2002).
Національний склад (станом на 2002 рік):
- росіяни — 86 %